# Hopewell Centre
Hopewell Centre – wieżowiec w Hongkongu, w Chinach, o wysokości 216 m. Budynek otwarto w 1980 roku, posiada 64 kondygnacje.